# Sierra Leone Company
A Sierra Leone Company foi uma entidade corporativa envolvida na fundação da segunda colônia britânica na África, Freetown, em 11 de março de 1792, por meio do reassentamento de lealistas negros que inicialmente haviam se estabelecido na Nova Escócia (os colonos da Nova Escócia) após a Guerra de Independência Estadunidense. A empresa surgiu por causa do trabalho dos fervorosos abolicionistas, especialmente Granville Sharp, Thomas Clarkson, Henry Thornton e John Clarkson, este último considerado um dos fundadores de Serra Leoa. A empresa foi a sucessora da St. George Bay Company, uma entidade corporativa estabelecida em 1790 que restabeleceu Granville Town em 1791, para os antigos colonizadores restantes.